# 苏州高新有轨电车2号线
苏州高新区有轨电车2号线，是江苏省苏州市高新区一条營運中的从龙康路至苏州新区火车站的有轨电车路线，于2014年11月开工，2018年8月31日開通。另有两条支线，其一从鸿福路至文昌路；另一条为T5线一期，由航船浜站至南京大学东站，也纳入2号线运营。该线路是中华人民共和国平均速度最快的有轨电车线路。

## 大事记
- 2014年4月10日～12日，高新区有轨电车2号线工程可行性研究报告通过专家评审[4][5][6][7][8]。
- 2014年5月30日，2号线工可报告获江苏省发改委批复。
- 2014年7月1日～4日，苏州高新区有轨电车2号线工程初步设计通过专家审查。
- 2014年11月1日，2号线开工建设。
- 2018年5月，全线热滑试验成功[9]。
- 2018年8月31日，全面试运营[10]。
- 2022年10月11日，T5线一期环评公示[11]。
- 2022年10月15日，因“交叉节点”（实为航船浜站）建设，有轨电车2号线龙康路站、漓江路站中止运营，临时缩线至恩顾山站，开行免费公交接驳[12]。
- 2023年8月28日，T5线一期开通，纳入2号线运营[13]。

## 运营车站列表
| 车站名称       | 所属支线 | 所属支线 | 换乘交通                                                  |
| -------------- | -------- | -------- | --------------------------------------------------------- |
| 南京大学东     | ⚫       |          |                                                           |
| 龙塘港路       | ⚫       |          |                                                           |
| 龙康路         |          | ⚫       | 有轨电车1号线                                             |
| 航船浜         | ⚫       | ⚫       |                                                           |
| 漓江路         | ⚫       | ⚫       |                                                           |
| 恩顾山         | ⚫       | ⚫       |                                                           |
| 白龙桥         | ⚫       | ⚫       |                                                           |
| 树山           | ⚫       | ⚫       |                                                           |
| 通安           | ⚫       | ⚫       |                                                           |
| 华通花园南     | ⚫       | ⚫       |                                                           |
| 建通桥         | ⚫       | ⚫       |                                                           |
| 虎疁           | ⚫       | ⚫       |                                                           |
| 兴贤桥北       | ⚫       | ⚫       |                                                           |
| 鸿福路         | ⚫       | ⚫       |                                                           |
| 苏州新区火车站 | ⚫       |          | 地铁█ 3号线█ 6号线 苏州新区火车站 沪宁城际铁路 苏州新区站 |
| 文昌路         |          | ⚫       | 地铁█ 3号线 文昌路站                                      |

## 特色
得益于较大的站间距，本线平均速度达到33km/h，截至2021年底是中国平均速度最快的有轨电车线路，也是仅有的两条均速超过30km/h的线路之一（另一条为同系统的1号线）。2号线在部分城市建成区采用简易高架车站形式以提高运营效率的同时，没有建设站厅并用平交道口作为行人通道，节约了车站建设成本；为避免大型货车冲撞有轨电车造成事故，下穿312国道。